# 타간로크만

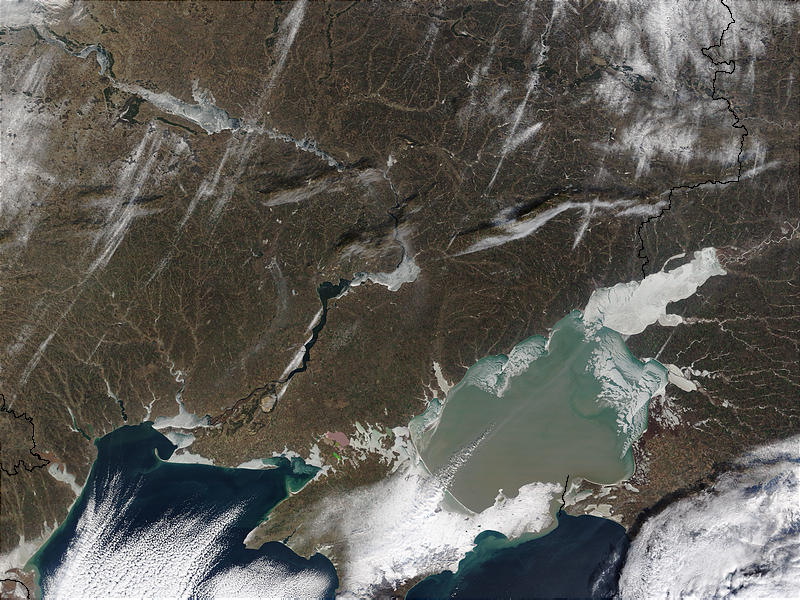

타간로크만(러시아어: Таганрогский залив)은 아조프해의 북동부에 위치한 만이다. 깊이는 5 m이다.
타간로크만은 돌가야곶과 벨로사라이곶(벨로사라이스카야곶)으로 분리되어 있다. 타간로크만은 페스차니예섬이 포함되고 돈강, 칼미우스강, 미우스강, 예야강이 타간로크만으로 흘러 들어간다. 타간로크만의 주요한 도시는 타간로크, 마리우폴, 예이스크이다.